# Vachtang I. Gorgasali
Vachtang I Gorgasali (gruzínsky ვახტანგ I გორგასალი; 439 nebo 443 — 502 nebo 522) byl králem středověkého gruzínského království Kavkazské Iberie. Název Gorgasali znamenal „Vlčí hlava“. Během své vlády vedl lid v dlouhé válce s perskou Sasánskou říší, která však skončila porážkou a oslabení jeho království. Gruzínci ho považují za zakladatele dnešního hlavního města Gruzie Tbilisi.

## Počátek vlády
Podle gruzínských středověkých rukopisů (známých jako Život Vachtanga Gargasaliho) nastoupil Vachtang na trůn ve věku sedmi let, zatímco jeho matka Sagducht panovala jako regent, než dospěl. Situace v království však byla tíživá. Z jihu byl činěn tlak sásánovskou Persií, zatímco na severu se přes Kavkaz přehnala horda Hunů (Gruzínci jim říkali nesprávně „Osetinci“) plenící vše, co stálo v cestě. Ve věku 16 let (tj. v roce 456 nebo 459) vyhrál Vachtang nad těmito „Osetinci“ válku a vysvobodil svou sestru Miranducht ze zajetí.

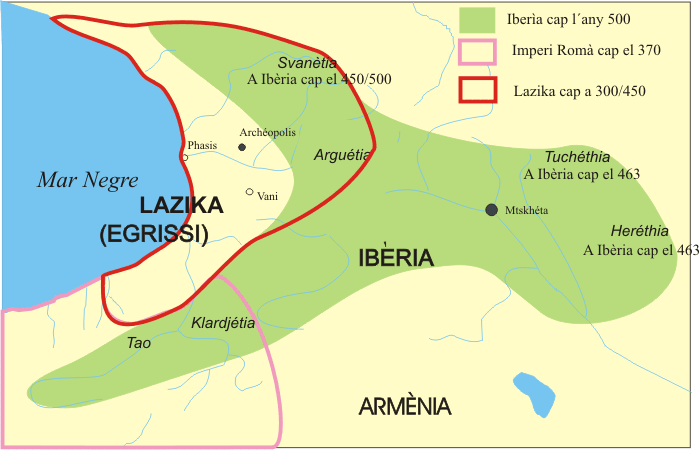
Největší rozmach říše Vachtanga I.

V 19 letech se oženil s Balenducht, dcerou perského krále Hormizda III., jemuž vypomohl v jeho válečném tažení s Indií a posléze i jeho nástupci Pérózu I. proti Hefthalitům v dnešním Pákistánu a proti upadající římské říši v tažení z roku 472, od nichž získal nadvládu nad Egrisi (Kolchidou) a Abcházií.

## Změna politiky
Po návratu z válek se Vachtang snažil o posílení své královské moci a obrany země, neboť se začal obávat příliš silného vlivu Sasánovců na svou zemi, a přeorientoval politiku své země na Římskou říši, později Byzanc. Oženil se podruhé (první žena zemřela po porodu prvního syna), tentokrát nikoli s Peršankou, ale s Helenou, příbuznou byzanského císaře Zénona, od nějž navíc získal souhlas k povýšení hlavy Iberské církve biskupa Mcchetského na Katholikose, který byl okamžitě vyslán spolu s dalšími 12 nově jmenovanými biskupy do Antiochu k vysvěcení. Tyto změny však nebylo lehké prosadit. Zejména opozice Mikala, biskupa mcchetského, kterého Vachtang odvolal z funkce, byla silná.

## Války s Íránem
Se změnou orientace na Východořímskou říši se kromě starého vedení gruzínské církve zhoršily vztahy krále i s pro-persky orientovanou šlechtou. V roce 482 dal Vachtang popravit vlivného šlechtice a do té doby věrného vazala Varskena z Gogarene, protože přijal jako své náboženství perský Zoroastrismus a stal se největším podporovatelem Peršanů v Ibérii. Navíc se mu nelíbilo, že dal popravit svou křesťanskou manželku Šušanik, dceru arménského krále Vardana II, jejíž smrt byla popsána v jednom z nejstarších děl gruzínské literatury Umučení svaté královny Šušanik.
Po této události začala otevřená válka s Persií. Vachtang ihned požádal arménské vládce a okolní hunské kmeny o pomoc. Arméni pod vedením Vahana, synovce popravené arménské královny, po nějaké době váhání nakonec Vachtangovi pomohli. V roce 483 a 484 vedli Peršané mohutnou válečnou expedici do Ibérie a Vachtang byl i se svými spojenci poražen. Musel se stáhnout do západních provincií Egrisi. V roce 484 zemřel perský král Péróz I. a jeho nástupce Valgaš musel perská vojska zastavit z důvodu vnitřních problémů v Persii. Vachtang tedy mohl znovu obsadit ztracená území v Ibérii. 
Jenže mír netrval dlouho. Po Valgašově krátké vládě nastoupil na perský trůn Kavád I., který ukončil platnost mírové smlouvy mezi Římskou říší a Persií a požádal Vachtanga o pomoc proti Byzanci. Vachtang, ctící spojenectví s Konstantinopolí, odmítl a vyprovokoval Kaváda, aby Ibérii znovu napadl. Vachtang byl opět poražen a musel uprchnout ze země. Zbytek života prožil ve válkách a vyhnanství, a neustále naléhal na Konstantinopol, aby mu pomohla.
Další události jsou v historických dokumentech zaznamenány zmatečně. Středověký rukopis Život Vachtanga Gorgasaliho tvrdí, že Vachtang v roce 502 zemřel po bitvě s Peršany, když ho střelil člen jedné jeho vlastní vojenské jednotky sestavené z otroků, a on později zraněním podlehl na svém hradě a později pohřben v Mcchetě. Moderní historici na základě identifikací tvrdí, že Vachtang mohl žít až do roku 522 a zemřít ve vyhnanství v západní Gruzii (opět v Egrisi). Nejpozději v roce 518 padlo do perských rukou Tbilisi, které Vachtang založil jako budoucí hlavní město své říše.

## Rodina
Podle rukopisu Život Vachtanga Gorgasaliho měl Vachtang tři syny a dvě dcery. Nejstarší syn Dači, který se stal nakonec Vachtangovým nástupcem, pak po prohraných válkách svého otce znovu přeorientoval politiku země na Persii. Další synové Leon a Mirdat se přestěhovali do jižních provincií Iberie (Klardžetie a Džavachetie), které spravovali. Leonův rod se pak začal nazývat Guaramid a později vládl Ibérii až do 8. století, než je vytlačil jejich příbuzný rod Bagrationi.

## Odkaz

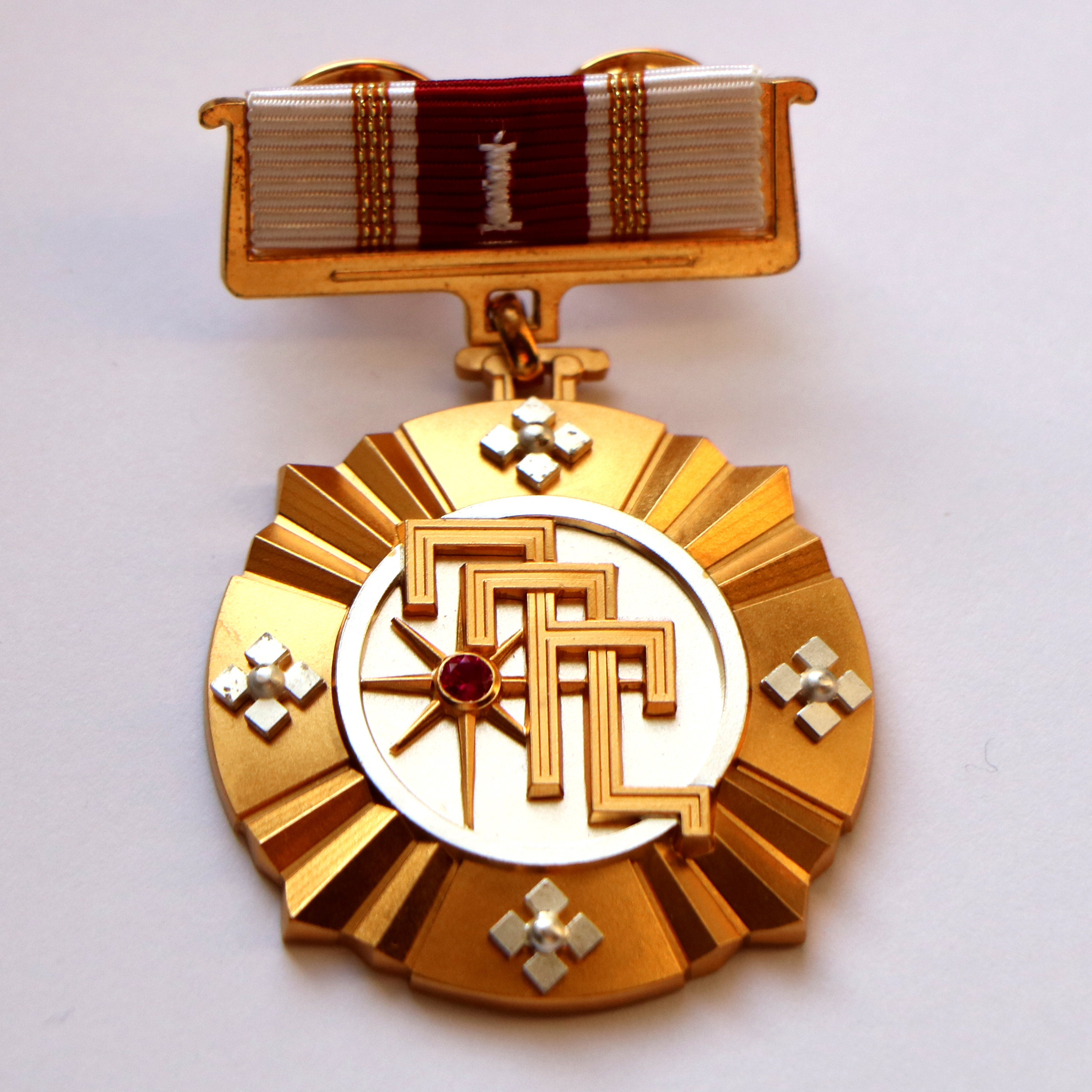
Vachtangův řád Gorgasal první třídy

Pro Gruzínce se stal Vachtang národním hrdinou už ve středověku. Pozdější vládci Gruzie z rodu Bagrationi nazývali svoji královskou standardu Gorgasliani (česky: z Gorgasali), kterou někteří považují za nejstarší verzi gruzínské vlajky. Vachtanga si lidé v Gruzii pamatují v mnoha básních a legendách, vyzdvihují jeho velikost, slávu, fyzickou zdatnost a odvahu, a především oddanost k vlasti a křesťanství. Od roku 1992 se vydává Vachtangův řád Gorgasal jako jedno z nejvyšších vojenských medailí v Gruzii.
Vachtangovo jméno je spojeno se založením mnohých gruzínských měst, hradů a kostelů, včetně hlavního města Gruzie Tbilisi, ve kterém se nachází náměstí po něm pojmenované s velkou sochou, vytvořenou v roce 1967 ve čtvrti Metechi.
Gruzínská církev ho po roce 1990 prohlásila za svatého krále a vzorného křesťana a vyhlásila na 30. listopadu svátek. V Rustavi postavili kostel na jeho počest.